# 于本水
于本水（1934年5月1日—），吉林九台人，宇航科学与技术专家，中国工程院院士。

## 履历[1]
- 1960年，于莫斯科航空学院毕业。
- 2001年，当选中国工程院院士。